# Baruchowo (plaats)
Baruchowo is een dorp in het Poolse woiwodschap Koejavië-Pommeren, in het district Włocławski. De plaats maakt deel uit van de gemeente Baruchowo.